# Сергеевичский сельсовет

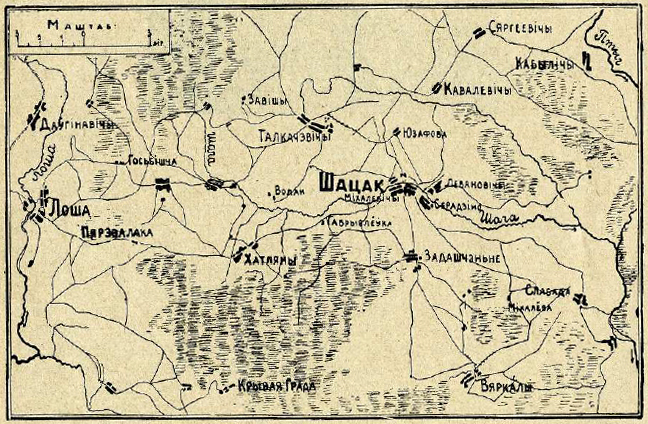
Сергеевичи (в верхнем правом углу) на карте Шацкого района, 1927 год

Сергеевичский сельсовет — упразднённая административная единица на территории Пуховичского района Минской области Республики Беларусь.

## История
Сергеевичский сельский Совет был создан 28 августа 1924 года в составе Шацкого района Минской области. 4 августа 1927 года Шацкий район был упразднён, а Сергеевичский сельсовет был передан в Пуховичский район.
12 февраля 1935 года Сергеевичский сельсовет был присоединён к вновь созданному Руденскому району. 6 июля 1935 года район был переименован в Смиловичский, а 11 февраля 1938 года вновь в Руденский.
20 января 1960 года Руденский район был упразднён, а Сергеевичский сельсовет присоединен к Пуховичскому району.
29 июня 2006 года сельсовет был упразднён, все населённые пункты переданы Правдинскому поселковому Совету.
28 мая 2013 года Правдинский поссовет был упразднён, а все его населённые пункты, включая населённые пункты Сергеевичского сельсовета вошли в состав Новопольского сельсовета.

## Состав
Сергеевичский сельсовет включал 11 населённых пунктов:
- Барбарово — деревня.
- Волосач — деревня.
- Дуброво — деревня.
- Ковалевичи — деревня.
- Кристамполье — деревня.
- Кукига — деревня.
- Малиновка — деревня.
- Пристань — деревня.
- Сергеевичи — деревня (ныне агрогородок).
- Слопищи — деревня.
- Теребель — деревня.